# ジャン・ピュイフォルカ
ジャン・エリゼ・ピュイフォルカ（Jean Elysée Puiforcat（発音：pwee-for-KAH）、1897年8月5日 – 1945年10月20日）は、フランスの銀細工職人、彫刻家、デザイナーである。ミラーズ・アンティーク百科事典では、フランスアール・デコにおける最も重要な銀細工師とされている。

## 生涯とキャリア

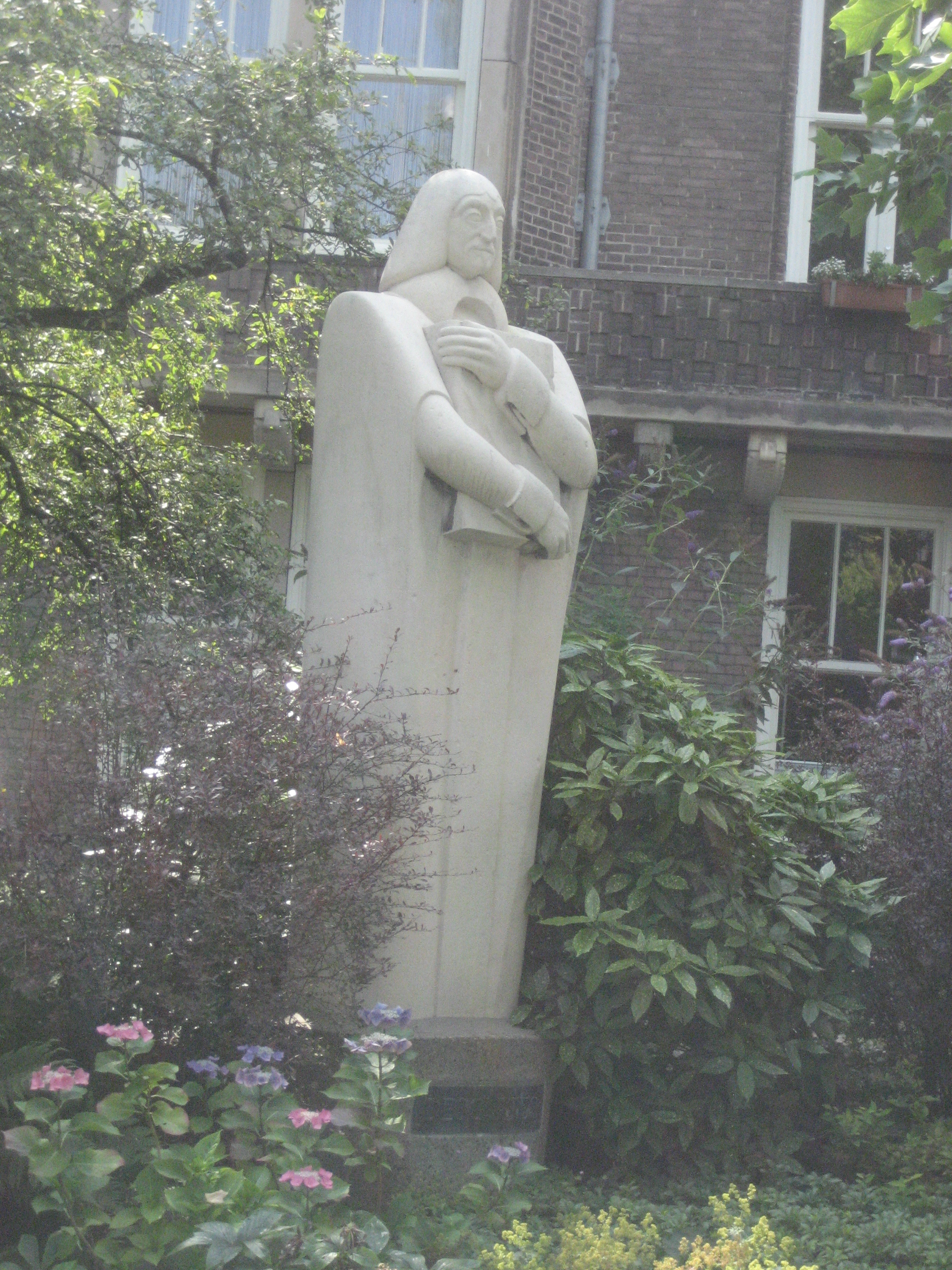
ピュイフォルカ制作によるデカルトの像（アムステルダム）

ピュイフォルカは第一次世界大戦で従軍し、戦後銀細工職人・デザイナーの見習いを始める。パリに居住し、アール・デコ様式のデザインによる作品を生み出した。その銀製品は、滑らかな表面の仕上げが施され、幾何数列に基づいてデザインされていた。象牙、オニキス、ラピスラズリ、ローズウッドをその作品の装飾に用いたほか、めっきも使用していた。1927年ころ、ピュイフォルカはパリを離れ、サン＝ジャン＝ド＝リュズに居を構える。1928年に現代芸術家連盟（Union des Artistes Modernes）を共同で設立。1934年からピュイフォルカはテーブルウェアのデザインに着手し、典礼用の銀製品のデザインも手がけた。1941年、ピュイフォルカはメキシコに居を移し、その後アメリカで作品の展示を始めた。

## 死後
アンディ・ウォーホルはピュイフォルカのシルバーウェアを収集していた。1970年代にパリを訪問した際に入手したもので、1988年、サザビーズでウォーホルの記念品のオークションが行われた際、このコレクションは、45万1000ドル、アベンチュリンによる装飾が施されたチュリーンは5万5000ドルで落札された。クーパー・ヒューイット国立デザイン博物館及びヴィクトリア&アルバート博物館ピュイフォルカの作品のコレクションがある。一連のブティックの名前は彼の名にちなんだものであり、ピュイフォルカがデザインした製品や彫刻作品を販売している。